# Predeła
Predeła (bułg. Предела) – schronisko turystyczne w Starej Płaninie w Bułgarii. 

## Opis i położenie
Znajduje się w szczytowej części Przełęczy Republiki. Jest to murowany dwukondygnacyjny budynek o pojemności 30 miejsc z węzłami sanitarnymi i łazienkami na piętrach. Budynek ma dostęp do wody bieżącej, prądu i centralnego ogrzewania. Dysponuje restauracją z 50 miejscami i jadalnią. Ma parking. Schronisko jest na trasie europejskiego długodystansowego szlaku pieszego E3 ( Kom - Emine).
Sąsiednie obiekty turystyczne:
- noclegownia turystyczna na dworcu w Krystcu – 4,30 godz.
- schronisko Gramadliwa – 1 godz.
- schronisko Chimik (Chemik) – 30 min.
- schron Butora – 3,30 godz.
- ośrodek turystyczny Gramadliwa – 1,10 godz.

Szlaki są znakowane.